# 2024 год в науке
Ниже перечислены события, произошедшие в научной сфере в 2024 году.

## Январь
- 5 января
  - Китай впервые провёл испытания электрического самолёта. Самолёт способен развить скорость до 185 км/ч[1][2][3].
  - Исследователи создали первый функционирующий полупроводник из графена[4][5].
- 6 января — Японская рентгеновская космическая обсерватория XRISM прислала первые научные данные. Она получила самый подробный рентгеновский спектр остатка сверхновой и пронаблюдала горячий газ внутри крупного скопления галактик[6].

- 8 января — состоялся первый успешный запуск новой ракеты-носителя тяжёлого класса «Вулкан» — она отправила к Луне АМС «Peregrine» (на илл.), созданную компанией Astrobotic Technology; это первая миссия в рамках программы NASA Commercial Lunar Payload Services[7].
- 12 января — В тропических лесах Амазонии найдены древние затерянные поселения киламопе и упано возрастом около 2 000 лет. Обнаружены земляные курганы, подземные дороги, сооружения[8][9].
- 18 января — Установлено, что нагрев происходит быстрее охлаждения[10][11].
- 21 января — Установлено, что вирусы гепатита B и C являются одними из факторов возникновения множественной миеломы[12][13].
- 23 января — Установлено, что при регенерации ДНК при гомологичной рекомбинации сначала осуществляется встраивание конца поврежденной цепи, затем белок RecA[англ.] раскручивает участок неповрежденной двойной цепи[14][15].
- 24 января — Получены доказательства распада ложного вакуума в конденсате Бозе — Эйнштейна[16][17][18].
- 29 января — Илон Маск впервые имплантировал микрочип Neuralink человеку[19][20].
- 31 января — Открыт новый штамм кишечной палочки B5/H24RxC[21][22].

## Февраль
- 1 февраля
  - Модифицированный вирус уничтожил бактерию. Был модифицирован ДНК бактериофагов (геномов фагов JG024 и DMS3 внутри дрожжей). Затем ДНК был помещён внутрь клеток синегнойной палочки, устойчивой к антибиотикам. Геном обошёл антивирусную защиту. Созданные вирионы уничтожили бактерию изнутри[23][24].
  - Созданы ультрахолодные супермолекулы[англ.] из двух молекул натрия и двух молекул калия. Супермолекулы способны существовать только при температуре 134 нанокельвина выше абсолютного нуля[25][26].
- 2 февраля — Разработана ДНК-вакцина против ВИЧ. Вакцина обеспечивает иммунитет против ВИЧ в течение шести лет[27][28].
- 5 февраля — При помощи терапии NTLA-2002 на основе технологии CRISPR/Cas9 вылечили наследственный ангионевротический отёк[29][30].
- 7 февраля — Обнаружен новый вид птерозавров Ceoptera evansae[31][32][33].
- 9 февраля — На спутнике Сатурна Мимасе обнаружен океан из воды[34][35].
- 12 февраля
  - Человек впервые умер от аляскинской оспы[англ.][36][37].
  - В геноме человека обнаружили миллион новых экзонов[38][39].
- 16 февраля — Обнаружено 145 генов, связанных с повреждением ДНК[40][41].
- 22 февраля — Электрические токи разрушили атмосферу экзопланеты TRAPPIST-1e[42][43].
- 23 февраля
  - В Хиросимском заливе обнаружен новый тип радиоактивных осадков, оставшихся после взрыва ядерной бомбы над Хиросимой. В осадках найдены четыре типа стёкол: мелилитовые, анортозитовые, натровая известь, кремнезем. Стёкла сформировались в результате взрыва на высоте 580 метров над городом с образованием огненного шара радиусом 260 метров. Пиковая температура внутри взрыва составляла {\displaystyle 10^{7}} кельвинов. Давление составляло около миллиона атмосфер[44][45].
  - Гравитация измерена на микроскопическом уровне[46][47].
- 25 февраля — В пятислойном графене обнаружили дробный квантовый эффект Холла[48][49].
- 28 февраля — Исследователями на основе комплекса данных было установлено, что ультраобработанные продукты[англ.] существенно увеличивают риск развития злокачественных новообразований, сердечно-сосудистых заболеваний, диабета II типа и психических расстройств[50][51].

## Март
- 4 марта — Сообщается, что на поверхности Европы может быть гораздо меньше кислорода, чем предполагалось ранее. Это позволяет предположить о маловероятности жизни на спутнике[52].
- 13 марта — Впервые принят закон об искусственном интеллекте[53][54].
- 15 марта — Найден способ быстро уменьшить глиобластому. Т-клетки пациента извлекают и генетически модифицируют, чтобы на их поверхности находился химерный рецептор антигена CAR с антителами, нацеленными на белок EGFR, который обнаруживается в большинстве глиобластом, но не в нормальной ткани головного мозга. Рецептор связывается с белком CD133 на клетках глиобластомы. После модификации Т-клетки снова внедряют в организм больного. У одного из трёх испытуемых эффект продлился более шести месяцев[55][56].
- 20 марта
  - Исследователи из Амстердамского университета сообщают об успешном удалении ВИЧ с помощью технологии CRISPR/Cas9[57].
  - Найден способ предотвратить избегание обнаружения ВИЧ иммунной системой. Создан препарат, полностью разрушающий вирусный белок Nef[англ.], который помогает ВИЧ избегать обнаружения. Для этого идентифицированы молекулы, которые связываются с белком Nef. Они были соединены с молекулой, которая маркирует белок Nef для последующего разрушения в ходе протеолиза. Соединения названы PROTAC[58][59].
- 21 марта — В двух арктических термокарстовых озёрах полуострова Ямал в Западной Сибири обнаружены ДНК мамонтов и шерстистых носорогов[60][61][62].
- 25 марта — Поезд на водородном топливе Flirt H₂ за 46 часов непрерывного движения проехал 2 803 км на одном баке водорода, установив мировой рекорд по дальности поездки без дозаправки и подзарядки[63][64][65].
- 27 марта
  - В Западной Сибири обнаружили новый вид сусликов S. vorontsovi sp. nov. Для них характерны более тёмная окраска и крупные размеры[66][67].
  - Установлено, что вариант гена, кодирующего микропротеин[англ.] гуманин[англ.], P3S-гуманин, защищает нейроны мозга от накопления бета-амилоидов, способствующих развитию болезни Альцгеймера[68][69].
  - Из-за изменения климата значительно замедлились атлантические течения, в том числе Гольфстрим[70][71].
- 29 марта — Зафиксированы релятивистские струи (джеты) от нейтронных звёзд, двигающиеся со скоростью около 40 % скорости света (114 тыс. км/с)[72][73].
- 31 марта — Обнаружен новый класс антибиотиков. Установлено, что гепотидацин[англ.] является эффективным против лекарственно устойчивой кишечной палочки, вызывающей инфекции мочевыводящих путей[74][75].

## Апрель
- 1 апреля
  - Обнаружено спонтанное возникновение самовоспроизводящихся молекул[76][77].
  - В рамках теста удалось добиться скорости широкополосного интернета в 301 миллион мегабит в секунду. Для этого использовались новые диапазоны волны в стандартных волоконно-оптических системах, диапазон расширенных длин волн (E-диапазон) и диапазон коротких длин волн (S-диапазон). Для разгона скорости был создан оптический усилитель сигнала[78][79][80].
- 2 апреля — Идентифицирован комплекс 55LCC из четырёх белков, который помогает управлять приостановкой или полной остановкой репликации отстающей цепи двойной спирали ДНК. Данные белки связываются с ДНК и репликационным комплексом, позволяя последнему подвергаться расщеплению ферментами[81][82].
- 3 апреля — У раковых клеток обнаружена стенка, которая защищает их от иммунной системы организма. На краю опухоли создаётся зона повышенной кислотности. Данная кислотная стенка практически лишена иммунных клеток для борьбы с раком[83][84].
- 4 апреля
  - Осуществлена квантовая передача зашифрованной информации на рекордное расстояние в 100 километров[85][86].
  - Создана цифровая камера «Legacy Survey of Space and Time» с объективом диаметром 1,5 метра, разрешением 3200 мегапикселей. Ширина пикселей составляет 10 микрон. Камера стала самой большой цифровой камерой в мире. Она будет использоваться для астрономических наблюдений на обзорном телескопе обсерватории Рубин на горе Серро Пачон в Андах (Чили)[87][88][89].
- 8 апреля — Установлено, что мозжечок не только контролирует движения и координацию тела, но и участвует в когнитивных процессах[90][91].
- 9 апреля
  - При помощи нормотермической перфузии ex vivo сердца свиней, предназначенные для трансплантации, впервые сохранили вне тела живыми в течение 24 часов без статического холодного хранения[92][93].
  - Созданы белковые микроматериалы, которые выделяют наночастицы, избирательно атакующие определённые раковые клетки и уничтожающие их[94][95].
- 11 апреля
  - Информация из кубитов квантового компьютера впервые была считана с помощью сверхчувствительных тепловых детекторов[англ.]. Таким образом обойдён принцип неопределённости Гейзенберга[96][97].
  - Создано средство, которое останавливает кровь (гемостатик) за 15 секунд. Препарат разработан на основе модификации гиалуроновой кислоты[98][99].
- 12 апреля
  - На Большом адронном коллайдере впервые точно измерена ширина распада W-бозона[100][101].
  - Открыт квантовый эффект гибридной топологии в твёрдом кристалле. В твёрдом кристалле, состоящем из атомов мышьяка, две формы топологического квантового поведения — краевые состояния и поверхностные состояния смешиваются, образуя новое состояние материи[102][103].
- 14 апреля
  - Внутри эукариотической клетки обнаружена первая азотфиксирующая клеточная органелла. Новая органелла названа нитропластом[104][105].
  - В Тихом океане у побережья Чили обнаружено более 50 ранее не известных видов глубоководных организмов. В их числе глубоководные кораллы[англ.], стеклянные губки, морские ежи, кальмары, рыбы и моллюски, крабы, морские звезды, приземистые омары[англ.][106][107].
- 15 апреля
  - Обнаружена первая в природе молекула, которая является регулярным фракталом. Микробный фермент цитратсинтаза цианобактерии спонтанно собирается в треугольник Серпинского[108][109].
  - Обнаружен звёздный ветер от звёзд, подобных Солнцу. Данное явление зафиксировано у 70 Змееносца, эпсилон Эридана и 61 Лебедя[110][111].
  - В Чёрном море обнаружен новый микроорганизм. Микроорганизм относится к протистам. Микроорганизм получил название «Thraustochytrium aureum ssp. strugatskii»[112][113].
- 17 апреля — Разработаны вещества для лечения агрессивных форм рака, которые в 700—1500 раз менее токсичны по отношению к здоровым клеткам. Представлены три класса соединений — 2-арил-2-(3-индолил) гидроксамовых кислот, а также синтезированы два вида аналогов гидроксамовых кислот — ацетамиды и оксазолины[англ.], которые не теряют «защищенного» соединения[114][115].
- 23 апреля — Обнаружено, что металлический сплав из ниобия, тантала, титана и гафния в 25 раз прочнее, чем криогенная сталь, и устойчив к деформации и разрушению в диапазоне от −196 °C до 1200 °C[116][117].
- 24 апреля 
  - Chery представила человекоподобного робота Mornine с искусственным интеллектом. Он может ходить со скоростью 4 км/ч и имитировать человеческую мимику[118][119].
  - В космосе обнаружена сложная молекула 2-метоксиэтанол[англ.][120][121].
- 25 апреля
  - Создан препарат для лечения болезни Бехтерева[122][123].
  - Созданы искусственные клетки[англ.] с функциональным цитоскелетом без использования природных белков[124][125].
- 29 апреля — На основе мРНК была разработана вакцина от меланомы. Вакцина получила название мРНК-4157/V940[англ.] и показала высокую степень надёжности в лечении меланомы и недопущении её рецидива[126][127].

## Май
- 2 мая — Обнаружено, что белок FABP5[англ.] способствует раку печени. Ингибирование данного белка блокирует прогрессирование опухоли гепатоцеллюлярной карциномы[128][129].
- 3 мая — КНР запустила зонд Чанъэ-6 для взятия образцов с обратной стороны Луны[130].
- 6 мая — Создан оптический пинцет для захвата трёхатомных молекул[англ.][131][132]
- 7 мая
  - Разработан препарат DRP-104, блокирующий поглощение глутамина клетками аденокарциномы лёгкого. Это способствует замедлению роста опухоли и недопущению истощения Т-клеток[133][134].
  - Открыто, что в раковых опухолях фермент PARP1[англ.] участвует в восстановлении теломер. Нарушение этого процесса может привести к укорочению теломер, что делает раковые клетки уязвимыми[135][136].
- 8 мая
  - Открыто, что фотоны обладают свойством приобретать в кремнии значительный импульс, аналогичный импульсу электронов в твердых материалах, когда они ограничены пространствами нанометрового масштаба. При воздействии сильно сфокусированного лазерного луча в областях, где температура превышает 500 градусов, согласование импульсов электрона и фотона усиливает взаимодействие[137][138].
  - Создан высокоочищенный кремний для квантовых компьютеров, что позволяет преодолеть критический барьер для квантовых вычислений[139][140].
- 11 мая — Создан зрительный имплант размером с нейрон[141][142].
- 13 мая — OpenAI представила новейшую мультимодальную языковую модель GPT-4o[143].
- 15 мая — На 3D-принтере напечатан стеклянный датчик размером в 1000 раз меньше песчинки[144].
- 20 мая — Создан квантовый детектор[англ.] света на кремниевом чипе с электронной схемой размером 80 на 220 микрометров. Скоростные характеристики детектора увеличились в 10 раз, занимаемая площадь уменьшилась в 50 раз[145][146].
- 26 мая — Установлено, что синапсы мозга способны хранить от 4,1 до 4,6 бита информации[147][148].
- 27 мая — Обнаружен новый вид динозавра-абелизавроида Koleken inakayali. Вид отличают маленькие руки[149][150].
- 28 мая — Открыты пептидные соединения, которые защищают от воспаления. В их синтезе участвует длинная некодирующая РНК LOUP[151][152].
- 29 мая — В мозг человека установлен мозговой имплантат с 4096 электродами, что является рекордным показателем[153][154].
- 30 мая 
  - Состоялся успешный запуск космического транспортного грузового корабля «Прогресс МС-27» с помощью ракеты-носителя «Союз-2.1а» со стартового комплекса «Восток» (Площадка 31) космодрома Байконур по программе 88-й миссии снабжения МКС[155].
  - Разработан способ неинвазивного мониторинга здоровья на основе пота[156][157]

## Июнь
- 4 июня — Установлено, что грибок Parengyodontium album при предварительной обработке ультрафиолетовым излучением разлагает пластик в океане со скоростью около 0,05 % в день[158][159].
- 6 июня — Доказано, что изотоп германия-71 имеет период полураспада 11 дней, что подтвердило галлиевую аномалию. Это косвенно подтверждает существование четвёртого типа нейтрино — стерильного нейтрино[англ.][160][161].
- 7 июня — Ультразвуковое устройство позволило терапевтическим препаратам по лечению глиобластомы проникнуть через гематоэнцефалический барьер, что существенно усилило их действие[162][163].
- 13 июня — В мозге обнаружен фазовый переход[164].
- 17 июня — Обнаружена квантовая запутанность между топ-кварками[165][166].
- 25 июня — Китайская миссия «Чанъэ-6» впервые доставила[англ.] на Землю образцы грунта с обратной стороны Луны[167][168].
- 27 июня — Создан чип, собирающий медицинские данные на основе крови[169][170].
- 28 июня — Обнаружены новые свойства галлия. Установлено, что ковалентные связи галлия исчезают при плавлении, и вновь появляются при более высоких температурах[171][172].

## Июль
- 5 июля
  - В притоке Амазонки открыт новый вид пираний Serrasalmus magallanesi[173][174].
  - Обнаружен способ подавления функции белка Myc, вызывающего неизлечимые формы рака. Отключение белка RUVBL1[англ.], связывающегося с Мус, привело к ограничению роста клеток рака поджелудочной железы[175][176].
- 7 июля — Открыт белок YingYang1, играющий роль в регенерации нервных клеток мозга[177][178].
- 11 июля
  - Установлен механизм устойчивости бактерий к антибиотикам. Клетки бактерий производят белки алармоны[англ.], действующие как молекулярные сигналы тревоги, что активирует перенос генов от других бактерий, в том числе ДНК[179][180].
  - Установлен механизм формирования нейронных связей в мозжечке. Рецепторы глутамата, встроенные в мембрану нейронов, действуют как синаптические рецепторы[181][182].
- 12 июля — Восстановлен геном шерстистого мамонта[183][184][185].
- 17 июля — Создано лекарство против ВИЧ, показавшее 100% эффективность. Препарат блокирует белковую оболочку вируса и предотвращает заражение[186].
- 19 июля — Обнаружен механизм старения с участием некодирующей РНК SNORA13[англ.][187][188].
- 22 июля — Установлено, что структура ядра титана-48 меняется от оболочечной модели к α-кластерной структуре в зависимости от расстояния от центра ядра[189][190].
- 25 июля — Открыт антибиотик против супербактерий. Антибиотик разрушает две различные клеточных мишени, затрудняя развитие устойчивости у бактерий в 100 миллионов раз, и предотвращая их превращение в супербактерии. Он объединяет в себе действие двух классов антибиотиков с разными механизмами действия — макролидов и фторхинолонов[191][192].
- 26 июля — Создана вирусная частица (Rev[англ.]-зависимый лентивирусный вектор), которая может избавить от необходимости пожизненного приёма лекарств против ВИЧ[193][194].
- 28 июля — Разработана терапевтическая платформа CAR-Enhancer (CAR-E), продлевающая активность CAR T-клеток. Это позволяет полностью уничтожать опухолевые клетки, снижая вероятность последующего рецидива до нуля[195].
- 29 июля — Установлено, что ингибитор малых молекул BLZ945 блокирует рецепторы, уничтожая ВИЧ в мозге. Ингибитор снижает присутствие вирусной ДНК в клетках мозга на 95 — 99 процентов[196][197].
- 30 июля — Обнаружено соединение солоксолон пара-метиланилид, препятствующее проникновению раковых клеток опухолей головного мозга в здоровые ткани[198].

## Август
- 14 августа
  - В отложениях нижнего плейстоцена в Северной Атлантике обнаружен новый вид древних моржей Ontocetus posti[199][200].
  - Обнаружено, что старение человека происходит двумя ускоренными всплесками в 44 и 60 лет[201][202].
- 15 августа — Разработан водоотталкивающий растворитель для удаления нанопластика из воды[203][204].
- 17 августа
  - Определены свойства плотной кварковой материи при слиянии нейтронных звезд. Установлено, что объемная вязкость кварковой материи достигает своего максимума при значительно более низких температурах, чем в ядерной материи[205][206].
  - Обнаружены два типа клеток, управляющие процессом старения тимуса. Клетки образуют скопления вокруг областей роста Т-клеток, препятствуя нормальному функционированию органа. Скопления образуют шрамы в тимусе, мешая его восстановлению[207][208].
- 19 августа — Обнаружено, что в миелиновой оболочке нейронов генерируются запутанные фотоны[209][210].
- 22 августа — Обнаружен новый тип ядра антиматерии. Антиядро состоит из четырёх частиц антиматерии — антипротона, двух антинейтронов и одного антигиперона. Данный тип ядра назван антигиперводородом-4[211][212].
- 23 августа — Доказано существование гликоРНК[англ.] на поверхности клеток[213][214].
- 24 августа — Под улицами Нью-Йорка запустили прототип квантового интернета. Достигнуто время безотказной работы 99,84 % и точность компенсации 99 % для запутанных пар фотонов[215][216].
- 26 августа — На Большом адронном коллайдере столкновение фотонов с ионами свинца образовало мельчайшие капли кварк-глюонной плазмы, ведущей себя как идеальная жидкость[217][218].
- 27 августа — Установлено, что раковые опухоли редактируют свои гены, подавляя те, которые участвуют в активации врождённого иммунного ответа организма, используя метилирование ДНК[219][220].
- 29 августа — Разработан ветрогенератор, работающий при сверхнизких температурах, способный добывать энергию в Арктике[221].
- 30 августа
  - Введена первая в мире мРНК-вакцина от рака лёгкого[222][223].
  - Измерено амбиполярное электрическое поле Земли[англ.]. Изменение электрического потенциала оказалось равным 0,55 вольта[224][225].

## Сентябрь
- 2 сентября — Обнаружены прокариоты, обладающие способностью к эндоцитозу[226][227].
- 9 сентября — Созданы нанороботы размером 295 нанометров для лечения аневризм мозга[228][229].
- 12 сентября — OpenAI выпустила новую большую языковую модель o1, которая выдаёт ответ, основываясь на рассуждениях[230].
- 18 сентября
  - Открыта новая система групп крови MAL[231][232].
  - Разработан метод перепрограммирования раковых клеток в клетки cDC1 для разрушения опухолевого защитного барьера[233][234].
- 19 сентября — Недавно обнаруженный околоземной объект под названием 2024 PT5[англ.] станет мини-луной Земли с 29 сентября по 25 ноября 2024 года[235].
- 20 сентября
  - Создан 5D[англ.]-кристалл оптической памяти. Кристалл способен хранить до 360 терабайт практически вечно. Кристалл выдерживает температуру до 1000 °C, космическую радиацию и прямые ударные нагрузки в 10 тонн на см2[236][237][238].
  - Обнаружена крупнейшая пара струй чёрных дыр, которая простирается на 23 миллиона световых лет. Струи достигают длины, эквивалентной 140 галактикам Млечного Пути. Источником струй является чёрная дыра с излучательным режимом. Струи исходят из сверхмассивной чёрной дыры, расположенной в галактике на расстоянии 7,5 миллиарда световых лет от Земли[239][240].
- 23 сентября — На Большом адронном коллайдере измерена масса W-бозона. Масса оказалась равна 80 360,2 ± 9,9 мегаэлектронвольт[241][242].
- 25 сентября
  - В ЦЕРН впервые наблюдали сверхредкий распад заряженного каона на пион и пару нейтрино-антинейтрино (K+ → π+νṽ). Установлено, что доля каонов, распадающихся на пион и нейтрино, составляет примерно 13 на 100 миллиардов[243][244].
  - Обнаружен новый вид инвазивных плоских червей Amaga pseudobama[англ.][245][246].

## Октябрь
- 1 октября
  - Создана роботизированная рука[англ.] с отделяемой от корпуса кистью[247][248].
  - Обнаружено, что при воссоздании плазмы, состоящей из кварков и глюонов путём столкновения ионов могут возникать сверхсильные электромагнитные поля[249][250].
- 3 октября
  - Установлено, что мутации гена TET2[англ.] нарушают процесс метилирования РНК, что приводит к неправильной упаковке хроматина и ведёт к развитию злокачественных опухолей[251][252].
  - На поверхности Харона, спутника Плутона найдены углекислый газ и перекись водорода[253][254].
- 7 октября — Посредством лазерной связи[англ.] отправлен сигнал в космос, на космический аппарат Psyche, на расстояние 460 миллионов километров от Земли. Использовался ближний инфракрасный свет. Стабильная скорость передачи данных составила 6,25 мегабита в секунду. Максимальная скорость на более близком расстоянии — 267 мегабит в секунду[255][256].
- 14 октября — Создано искусственное растение, способное очищать воздух от углекислого газа и накапливать энергию. Растение при помощи фотосинтеза преобразовывает углекислый газ в биоэлектричество[257][258].
- 17 октября
  - Открыт механизм регенерации клеток мозга. В реактивации нейральных стволовых клеток[англ.] участвует процесс химической модификации белков с участием белка SUMO (малый убиквитин-подобный модификатор). Определённые белки, помеченные SUMO, способны активировать нейральные клетки для процесса регенерации[259][260].
  - Установлен новый рекорд в беспроводной передаче данных, составив 938 гигабит в секунду[261][262].
- 18 октября — Установлено, что добавление мелких пор в диацетат целлюлозы[англ.] ускорило разложение биопластика в 15 раз[263][264].
- 21 октября — Установлено, что при болезнях мозга нарушается уровень липидов, в том числе ганглиозидов, и понижается концентрация молекул BMP (бис(моноацилглицерол)фосфат[англ.]). Нарушение синтеза BMP приводит к развитию нейродегенеративных заболеваний[265][266].
- 24 октября — Обнаружено млекопитающее Heleocola piceanus. Млекопитающее обитало на территории современного Колорадо в позднем меловом периоде[267][268].
- 29 октября — В регионе Кампече найдено 6600 сооружений Майя, включая пирамиды. Обнаружен также крупный город Майя[269][270].

## Ноябрь
- 1 ноября
  - Впервые зафиксированы частицы при взрыве килоновой. Обнаружены стронций и иттрий[271][272].
  - Найдены гены FOXM1[англ.], MAT2A и MAT2B, способствующие фиброзу печени. Блокировка белка, производимого геном FOXM1, приводит к остановке прогрессирования фиброза и к частичному восстановлению печеночной ткани[273][274].
- 2 ноября
  - Установлено, что супербактерия метициллинрезистентный золотистый стафилококк повышает устойчивость к антибиотикам путём выделения фермента и альтернативного процесса клеточного деления[275][276].
  - Установлено, что только стволовые клетки нервного гребня могут превращаться в нейроны при перепрограммировании[277][278].
- 5 ноября — Разработан пептидный полимер против болезни Гентингтона[279][280].
- 7 ноября
  - Обнаружен вирус, способный уничтожить супербактерию клебсиеллу[281][282].
  - Разработан метод создания искусственных рецепторов для изучения коронавирусов. Рецепторы добавляются к мембранам клеток человека или животных[283][284].
  - Из газа атомов эрбия создано сверхтвёрдое тело, способное проявлять свойства как твердого тела, так и сверхтекучей жидкости[285][286].
- 8 ноября — Установлено, что при движении жидкости на скоростях, близких к скорости света, она становится более вязкой относительно неподвижной системы отсчета[287][288].
- 13 ноября
  - Выявлено, что в составе Солнца больше углерода, азота и кислорода, чем предполагалось[289][290].
  - В Антарктиде впервые обнаружен янтарь[291][292].
  - Разработаны фотонные кристаллы, способные экспоненциально усиливать свет[293][294].
- 14 ноября — Открыто, что кристаллы селенида железа являются новым типом сверхпроводника, при котором сверхпроводимость обусловлена электронным нематизмом[295][296].
- 20 ноября
  - Установлено, что верхний предел массы нейтрино составляет менее 0,071 электронвольт на скорость света в квадрате (эВ/с²)[297][298].
  - Определена точная форма отдельного фотона[299][300].
- 21 ноября — В южной части Китая на территории провинции Цзянси обнаружен новый вид анкилозавра Huaxiazhoulong shouwen[англ.][301][302].
- 27 ноября — Установлено, что при некроптозе раковых клеток, а также при химиотерапии выделяется молекула интерлейкин 1 альфа, которая способствует росту опухоли и подавляет активность Т-клеток[303][304].
- 28 ноября — Создан наноробот NanoGripper для захвата вирусов для диагностики и блокировки заражения клеток[305][306].

## Декабрь
- 3 декабря — Препарат Ленакапавир против ВИЧ показал эффективность в 99 % случаев[307][308].
- 6 декабря — Создана алмазная батарея на основе углерода-14[309][310].
- 9 декабря — Обнаружен новый вид древней рептилии Threordatoth chasmatos[311][312].
- 10 декабря — На Большом адронном коллайдере обнаружены признаки самого тяжелого гиперядра антиматерии антигипергелия-4[313][314].
- 11 декабря — Обнаружена квазичастица полудираковский фермион[англ.][315][316].
- 12 декабря
  - Создан органоид, генерирующий кровь[317][318]
  - Разработана генная терапия, которая устраняет сердечную недостаточность[319][320]
  - Созданы искусственные вирионы, способные инкапсулировать гены и доставлять их в клетки[321][322]
- 19 декабря — Обнаружено, что вирус FloV-SA2 способен кодировать рибосомальный белок eL40. Это первое подтверждение способности эукариотического вируса кодировать рибосомальный белок[323][324].
- 23 декабря — На Большом адронном коллайдере установлено, что период существования нейтрального прелестного мезона до распада на другие частицы составляет 1,5 пикосекунды[325][326].

## Запланированные и прогнозируемые события
- NASA и ISRO запустят совместный синтетический апертурный радар[327].
- Планируется запустить 3200-мегапиксельный прибор в обсерватории Веры К. Рубин[328].
- В сентябре этого года в Японии ожидаются первые клинические испытания на людях первого в мире препарата для выращивания новых полноценных зубов у человека. Если препарат докажет свою эффективность и безопасность у людей, то к 2030 году будет выведен в массовое производство и станет коммерчески доступным во всем мире. Добровольцами станут около 30 мужчин в возрасте от 30 до 64 лет, испытания продлятся до августа 2025 года. Препарат будет вводиться испытуемым внутривенно, он в свою очередь стимулирует рост новых зубов из-за разблокировки гена. Теоретически можно будет отращивать отсутствующие зубы сколько угодно раз за жизнь. Это даст миллиардам людей во всем мире новые полноценные зубы без протезов и имплантов. До этого препарат показал высокую эффективность у животных.[329]